# Hatebreeder
Hatebreeder ist das zweite Studioalbum der Melodic-Death-Metal-Band Children of Bodom. Es erschien am 26. April 1999 über Spinefarm Records. Den Vertrieb in Europa und Amerika übernahm Nuclear Blast.
Nach der Veröffentlichung gingen Children of Bodom im Juli 1999 zusammen mit In Flames und Sinergy auf die „Hatebreeder Japan-Tour“, die aus zwei Konzerten in Tokio und einem Konzert in Osaka bestand. Danach folgte im September und Oktober die „Hatebreeder Europa-Tour“, zusammen mit Arch Enemy, Dark Tranquillity und In Flames.

## Entstehungsgeschichte
Die Titel wurden zwischen Dezember 1998 und Januar 1999 zusammen mit Anssi Kippo aufgenommen. Die Songs wurden von Alexi Laiho geschrieben, außer Bed of Razors, welches Laiho und Alexander Kuoppala gemeinsam verfasst haben. Die Texte stammen ebenfalls von Laiho, mit Ausnahme des Textes von Silent Night, Bodom Night, dieser stammt von Kimberly Goss.

## Stil
Die Musik auf dem Album wird beeinflusst von den schnellen Melodien des Power Metal, Alexi Laihos gutturaler Gesang erinnert an Sänger aus dem Death- und Melodic-Death-Metal-Genre und manche Melodien entstammen sogar der Klassischen Musik.
Wie auf allen Alben der Band, sind die schnellen, melodiösen Gitarren/Keyboard-Duelle ein wichtiger Bestandteil der Musik. Auf keinem anderen Album ist das Keyboard wohl so in den Vordergrund gerückt wie auf Hatebreeder.
Weiterhin werden auch harte, stark verzerrte Gitarrenriffs verwendet, die sich mit den schnellen Solis abwechseln.
Das Tempo ist hochgehalten, Bed of Razors bildet die Ausnahme. Bei diesem Song ist das Tempo etwas gemäßigter.

## Cover
Das Cover wurde von Graham French gestaltet, von dem auch das Coverbild für Something Wild stammt. Es ist in grün gehalten und zeigt einen Sensenmann, der in der linken Hand eine Sense hält, und die rechte Hand seitlich ausstreckt. Im Hintergrund ist ein See und Bäume zu sehen. Auf der Rückseite ist die Hand, welche die Sense hält, näher zu sehen.

## Titelliste
1. Warheart – 4:08
2. Silent Night, Bodom Night – 3:12
3. Hatebreeder – 4:19
4. Bed of Razors – 3:57
5. Towards Dead End – 4:54
6. Black Widow – 3:58
7. Wrath within – 3:52
8. Children of Bodom – 5:13
9. Downfall – 4:33[1]

### Bonustracks
Japan
- No Commands (Stone Cover) – 4:49

Südkorea
- Downfall (Live from Tokyo Warhearts) – 4:07

### Downfall
Ebenfalls 1999 wurde die Single Downfall veröffentlicht.
1. Downfall – 4:33
2. No Commands (Stone Cover) – 4:47

No Commands ist auch auf der japanischen Version des Hatebreeder-Albums als Bonustrack enthalten. Die Single hat eine Gesamtlaufzeit von 9:20 und wurde ebenfalls von Anssi Kippo produziert.
Das Cover ist dem des Albums sehr ähnlich, man sieht einen See und Bäume, die in grün gehalten sind, allerdings fehlt hier der Sensenmann, der auf dem Album im Vordergrund steht.

## Chartplatzierungen
Sowohl das Album Hatebreeder, als auch die Single Downfall erreichten in Finnland Goldstatus. In Deutschland erreichte das Album Platz 76 und war damit weniger erfolgreich als die folgenden Alben.

## Sonstiges
- Der Satz “From now on we are enemies… you and I” stammt aus dem Film Amadeus. Man hört ihn am Anfang des Albums, bevor „Warheart“ beginnt.
- In Hatebreeder ist bei Spielzeit 2:50 ein kurzes instrumentales Zitat aus Mozarts Die Zauberflöte (Arie: Der Hölle Rache kocht in meinem Herzen, Takte 73–80) enthalten.
- Die Melodie von Towards Dead End stammt aus Inearthed-Tagen, bevor sich die Band in „Children of Bodom“ umbenannte. Es stammt aus dem Song „Homeland II – Shining (The 4th Kingdom)“ von der dritten Demo Shining.
- Im Booklet sind die Texte von Warheart, Silent Night, Bodom Night, Bed of Razors, Children of Bodom, Towards Dead End und Downfall abgedruckt.[5]